# Jonas Myrin

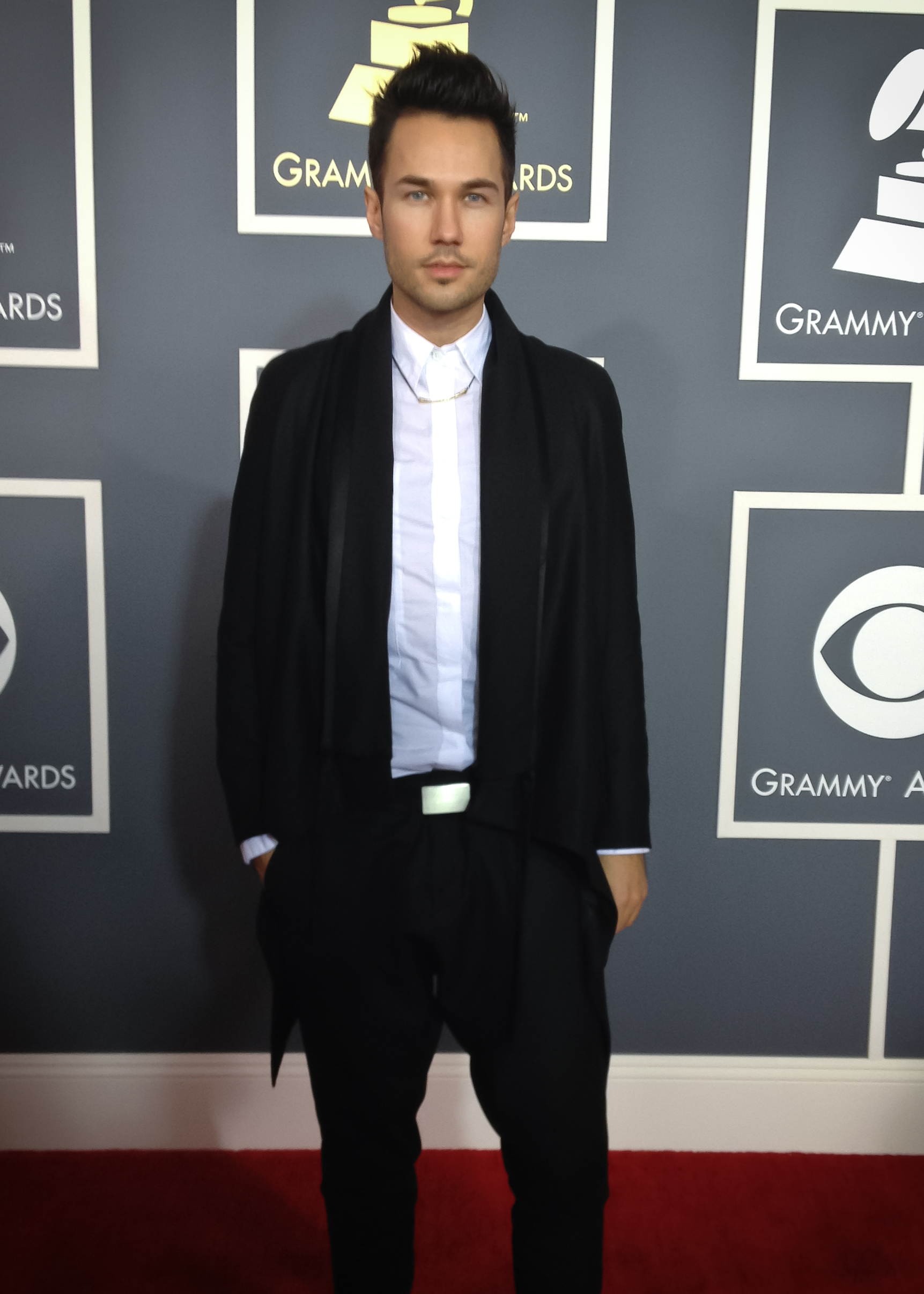
Jonas Myrin beim Grammy Award 2013

Jonas Myrin (* 1982 in Örebro, Schweden) ist ein mit dem Grammy ausgezeichneter Musiker aus Schweden, der insbesondere durch die Single Day of the Battle und das Lied 10,000 Reasons (Bless the Lord) (mit Matt Redman) bekannt wurde.

## Biografie

### Leben
Als Sohn von Missionaren lebte Jonas u. a. in Russland, Südafrika, Island und Skandinavien. Er besuchte die Risbergska Schule, wo er sein Studium ein Jahr früher diplomierte. Er zog dann im Alter von 17 Jahren nach London, wo er Schauspielerei und Musik an der Hochschule in London studierte. In jungen Jahren trat Jonas insbesondere als schwedische Synchronstimme unterschiedlicher Cartoonfiguren in Erscheinung.

### Musikalische Karriere
Seine musikalische Karriere startete er als Frontmann der schwedischen Musikgruppe A Jam, deren Stil vor allem von den Beatles und David Bowie beeinflusst war. Mit 17 Jahren zog Jonas Myrin schließlich nach London und studierte Musik und Theaterwissenschaften. Schon kurze Zeit später hatte er sich einen Namen als Songwriter für andere (internationale) Künstler gemacht und lebte zeitweise in London, Nashville, Los Angeles und Stockholm.
Bereits 2012 erschien der Song Day Of The Battle als Vorab-Single aus dem Album Dreams Plans Everything. Diese verhalf ihm insbesondere in Deutschland zu großer Bekanntheit, wo der Track sogar bis in die obere Charthälfte stieg und dort 13 Wochen verweilte. Das offizielle Musikvideo wurde am 27. Juni 2012 gedreht. Es soll das erste Musikvideo sein in dem echtes Feuer verwendet wurde.
In Schweden erschien am 31. Mai 2013 seine zweite Single Dead Alive, aus dem Album Dreams Plans Everything, welches am 28. Juni 2013 weltweit veröffentlicht werden soll. In vielen weiteren Ländern erschien Dead Alive erst am 14. Juni 2013. Diese konnte bisher keinen Charteintritt feiern.
Auf dem am 6. März 2020 erschienenen Album „One more year“ der Künstlerin Patricia Kelly (Kelly Family) war er als Songschreiber und Sänger beteiligt (Don’t lose hope).

### Songwriting
Jonas Myrin hat Songs für und mit internationalen Künstlern wie Natasha Bedingfield, John Hill (Shakira, Christina Aguilera, MIA), Scratch (The Roots), Bjorn Yttling (Peter Bjorn and John), Kleerup (Robyn), Iain Archer (Snowpatrol, Tired Pony), Joel Pott (Athlete), Justin Hawkins (The Darkness) und Guy Sigsworth (Madonna, Bjork, Imogen Heap) geschrieben und war 2011 für einen seiner Songs für den amerikanischen Grammy nominiert.

## Diskografie

### Alben
- 2013: Dreams Plans Everything

### Singles
- 2012: Day of the Battle
- 2013: Dead Alive

## Auszeichnungen
- Grammy Awards 2011, Nominierung Bester Gospelsong [2]
- Grammy Awards 2013
  - Auszeichnung Bester Gospelsong  für 10,000 Reasons (Bless the Lord) mit Matt Redman
  - Auszeichnung Bester Song der christlichen Popmusik für 10,000 Reasons (Bless the Lord) mit Matt Redman
- GMA Dove Award 2013 in den Kategorien Song of the Year Pop Contemporary, Praise and Worship Song, Songwriter of the Year, Contemporary Christian Performance
- GMA Dove Award 2014 in der Kategorie Contemporary Gospel/Urban Song of the Year für Our God (Chris Tomlin)